# WWE WrestleMania X8
WWE Wrestlemania X8,é um jogo de wrestling profissional desenvolvido pela Yuke's e lançado para o Nintendo GameCube pela THQ em junho de 2002.O jogo foi sucedido por WWE WrestleMania XIX para o GameCube. Foi o primeiro jogo de wrestling profissional lançado para o GameCube.

## Jogabilidade
WrestleMania X8 apresenta um sistema simples de luta. Um pin é possível quando o medidor do jogador é totalmente vermelho e os seus adversários é totalmente azul.Uma grande parte da jogabilidade gira em torno de movimentos contrários, com botões diferentes contra manobras diferentes,assim  permitindo diferentes respostas, tais como strike e grapple.O jogo apresenta uma grande variedade de movimentos característicos usados pelos lutadores, e todos os lutadores do jogo tem as suas entradas exclusivas.Há uma variedade de armas disponíveis, assim como a capacidade de executar um número de diferentes grapples com eles.O jogo apresenta uma variedade de tipos de lutas, incluindo Normais,Hardcore, Table, Ladder, TLC, Battle Royal, Steel Cage, Hell in a Cell, e Iron Man.O número de participantes no jogo também pode ser escolhido, incluindo singles matches, tag team, handicap, Triple Threat, Fatal Four-Way, Battle Royal, e Royal Rumble.O Hell in a Cell possui a capacidade de utilizar única grapples sobre as paredes da jaula, bem como a capacidade de subir na jaula e lutar em cima dela, com a opção de jogar um oponente através do telhado para o ringue.

### Modos
O jogo apresenta um caminho de um modo Champion, um modo single player, no qual um jogador pode tentar um caminho para cinturão e fazer uma tentativa de ganhá-lo.Os títulos oferecidos são o WWF Championship, o WWF Intercontinental Championship, WWF European Championship, o WWF Light Heavyweight Championship, Hardcore Championship e WWF World Tag Team Championship.Existem quatro dificuldades em que a desempenhar o modo, e há uma variedade de unlockables para ganhar campeonatos com wrestlers particulares.Outro modo de jogo é a Battle for the Belts, em que um jogador pode ir atrás de um dos 51 cinturões fictícios.O jogador pode desafiar tanto o lutador controlado pelo CPU que detém o cinturão ou outro jogador em uma tentativa de ganhar.O jogador pode personalizar o cinturão renomeando-o e alterando sua cor.O jogo também possui um modo Create-A-Wrestler em que um wrestler pode ser criado com aparência personalizada, movimentos, perfil e uma grande variedade de outras opções.

## Recepção da Crítica
WWF Wrestlemania X8 tive criticas médias.É criticado o modo de carreira, modelos de personagens mal desenhados, animação olhando duro, e uma variedade de problemas de detecção de colisão, e os escores médios foram em qualquer lugar de 7.0-7.6/10.